# Altneu-Synagoge

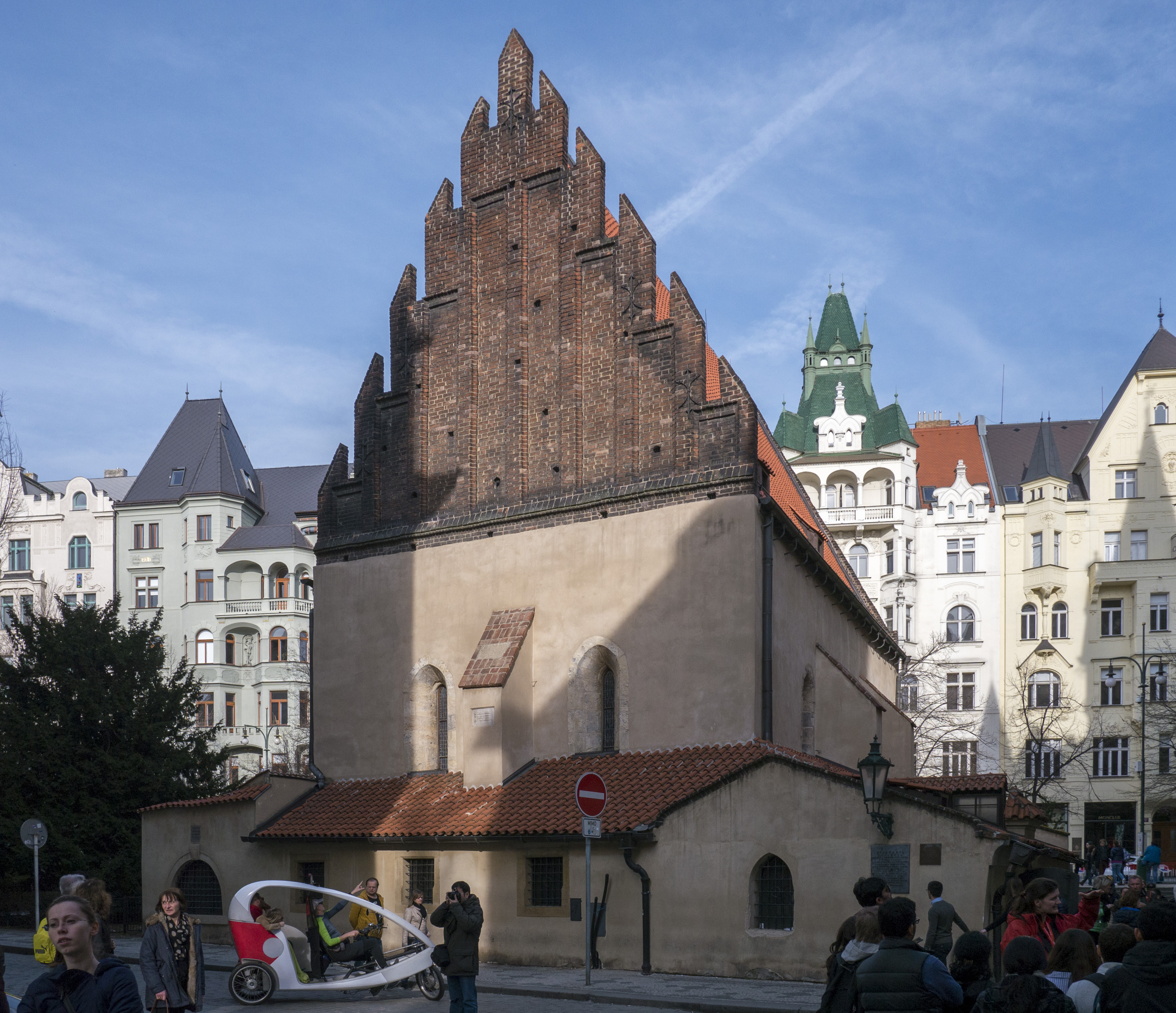
Die Westfassade der Altneu-Synagoge;
dahinter die Gründerzeithäuser der Pařížská-Straße

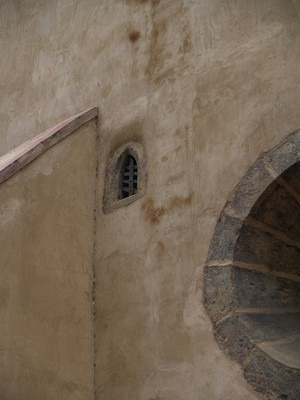
Die Ostfassade

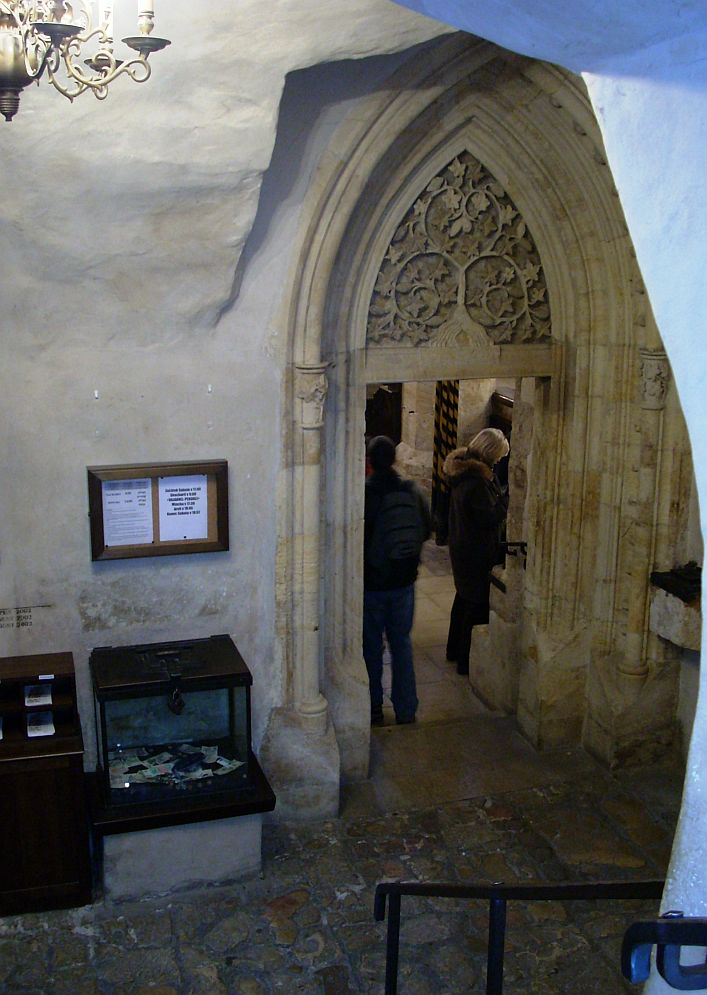
Gotisches Portal im Südvestibül: Die gewundenen Zweige im Tympanon tragen Weinblätter und Trauben – Symbole für glückliches Leben.

Die Altneu-Synagoge oder Altneuschule in der Prager Josefstadt (tschechisch Staronová synagoga) ist die älteste unzerstört als Synagoge erhaltene Synagoge in Europa und einer der frühesten gotischen Bauten Prags.

## Geschichte
Die Synagoge wurde im 13. Jahrhundert im frühgotischen Stil erbaut und ist heute noch das religiöse Zentrum der Prager Juden. Der Bau hat mehreren Stadtbränden, Judenpogromen und auch der Slum-Sanierung (Assanierung) des 19. Jahrhunderts getrotzt. Im Gegensatz zur noch älteren Alten Synagoge in Erfurt und der älteren, aber wiederaufgebauten Wormser Synagoge blieb die Altneu-Synagoge aber als Synagoge erhalten. Ursprünglich hieß sie „Große“ oder „Neue“ Synagoge (im Gegensatz zu einem älteren, nicht erhaltenen Bethaus), bis ein ihr nahegelegener Neubau diesen Namen erhielt.
Das Gebäude wurde (nach verschiedenen Quellen) im letzten Drittel des 13. Jahrhunderts von Steinmetzen der königlichen Bauhütte errichtet, die auch das nahegelegene St.-Agnes-Kloster bauten. Eine andere Quelle besagt, dass die Bauausführung von einer Zisterzienser-Bauhütte erfolgte.
Im Laufe der Zeit wurde der Bau so gut wie nicht verändert. Erst 1883 renovierte Josef Mocker die Synagoge. Im 20. Jahrhundert erfolgten 1921–1926, 1966/1967 und 1998/99 weitere Instandsetzungsarbeiten. In der Zeit der deutschen Besetzung Prags 1939–1945 wurde das Gebetshaus von den Nationalsozialisten nicht zerstört, da die Nationalsozialisten planten, die Synagoge zu einem Museum der ausgelöschten jüdischen Rasse umzugestalten.
Die Altneu-Synagoge war stets die Hauptsynagoge der jüdischen Gemeinde Prags und genoss entsprechendes Ansehen. Hier wirkten ihre bedeutendsten Rabbiner, wie Eliezer Aschkenasi, Mordechai ben Abraham Jaffe, Rabbi Löw, sein Schüler Jomtov Lipman Heller, Ezechiel Landau, Michael Sachs oder Salomo Judah Löb Rapoport.
Neben der Hohen und der Jerusalemer Synagoge ist die Altneu-Synagoge eine der drei Synagogen in Prag, in denen bis heute Gottesdienste abgehalten werden. Die nahe gelegene Klausen- und die Maisel-Synagoge dienen hingegen als religiöse Museen.

## Name
Über die Herkunft des Namens „Altneu“ gibt es neben der o. a. Erklärung auch verschiedene Legenden. Die Bezeichnung soll sich vom hebräischen עַל תְּנַאי (al tenai) herleiten, was „unter der Bedingung, dass“ bedeutet. Engel sollen bei der Erbauung der Altneu-Synagoge Steine vom Jerusalemer Tempel herbeigetragen haben, „unter der Bedingung, dass“ sie bei Ankunft des Messias und der Wiedererrichtung des Tempels wieder herausgegeben werden sollten. Nach einer anderen Deutung allerdings habe man, als der Boden für den Bau der Synagoge ausgehoben wurde, die Überreste einer noch älteren Synagoge gefunden. Auf dem Fundament der „alten“ wurde sodann die „neue“ Synagoge erbaut.
Einer Sage nach befinden sich auf dem Dachboden die lehmigen Überreste des Golem, den Rabbi Löw vor 400 Jahren mit seiner Geisteskraft belebt haben soll. Einer anderen Sage nach schützten in Tauben verwandelte Engel die Synagoge vor Feuersbrünsten, so dass sie bis heute erhalten blieb, obwohl es in der Judenstadt mehrere große Brände gab. Tatsächlich verdankt die Altneu-Synagoge ihre Erhaltung aber dem Umstand, dass sie immer allein und isoliert stand und nie mit einem anderen Bauwerk verbunden war. Dadurch und auch wegen ihrer sehr soliden Bauweise konnte sie allen Wechselfällen der Jahrhunderte trotzen.

## Baubeschreibung

### Lage und Vergleich

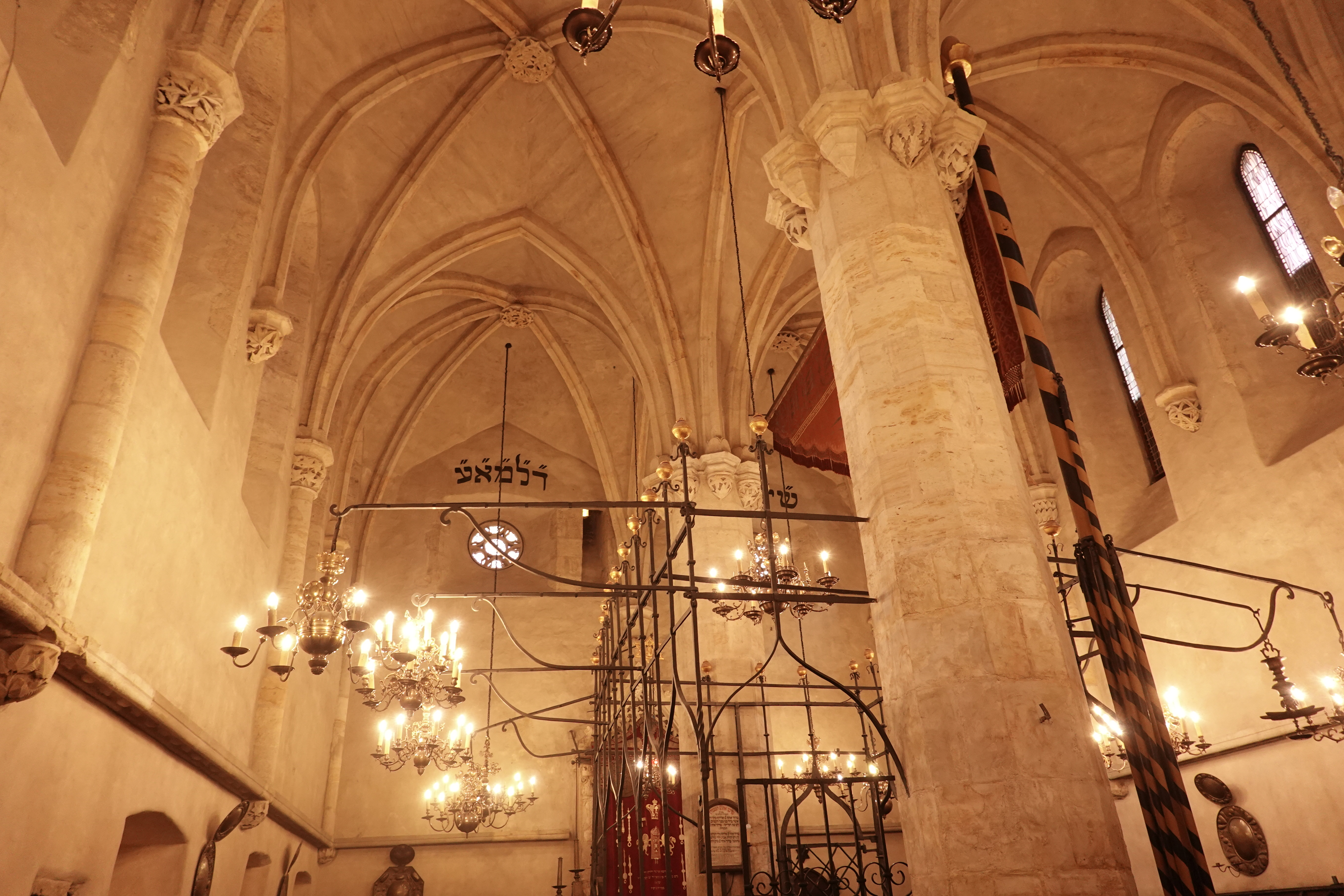
Innenraum

Die Altneu-Synagoge befindet sich in der Červená 2 der einstigen Judenstadt Josefstadt und ist das älteste unzerstörte Beispiel einer zweischiffigen mittelalterlichen Synagoge. Die in Grundriss und Gestalt etwa 100 Jahre ältere Synagoge von Worms wurde nach der Zerstörung während der Novemberpogrome 1938 in den 1960er Jahren wiedererrichtet, die ebenfalls ältere Synagoge von Regensburg existiert nicht mehr, ähnlich gestaltet waren die Synagoge von Wien (ebenfalls zerstört) und die spätere Synagoge von Krakau. Die erhaltene Erfurter Synagoge ist etwa gleich alt.

### Architektonisches und Innenausstattung
Das isoliert stehende Gebäude besitzt dicke Mauern mit Strebepfeilern zur Verstärkung und lediglich schmale Fenster. An drei Seiten ist es von niedrigen Anbauten umgeben, die Vorraum und Frauenschiff enthalten. Das Fußbodenniveau ist zum Zeichen der Demut niedriger als das Straßenniveau. Der aus der Mitte des 13. Jahrhunderts stammende Vorraum mit seinem spitzbogigen Tonnengewölbe ist der älteste Bauteil. Hier befinden sich zwei frühbarocke Kassen, die der Aufnahme der Judensteuer gedient haben sollen, die im ganzen Land erhoben wurde. Ende des 13. Jahrhunderts wurde ein zweischiffiger Saal angebaut. Auffällig an den Fassaden sind die beiden gestuften Backsteingiebel aus dem 15. Jahrhundert.
Der hohe Hauptraum mit kunstvollem Fünfrippengewölbe aus sechs fünfkappigen Gewölbejochen wird von zwei achteckigen Pfeilern gestützt. Die zwölf Spitzbogenfenster stehen für die zwölf Stämme Israels. Besonders wertvoll sind das Tympanon mit einer Darstellung von Weinblättern und Weinreben über dem reich profilierten Portal, das Tympanon über dem Toraschrein mit gehauenen Blattornamenten und die Gewölbeschlusssteine.
In der Mitte des Saals – zwischen den beiden Oktogonsäulen – trägt eine Plattform die Bima, das Pult, an dem die Tora vorgelesen wird, umgeben von einem gotischen schmiedeeisernen Gitter. An der Ostwand befindet sich der Toraschrein, der mit Parochet und Kaporet bedeckt ist, und davor das Ner Tamid.  Rechts daneben steht das steinerne Pult für den Kantor.
Die Sitze sind noch wie im ursprünglichen Zustand um die Bima herum entlang den Wänden platziert. Dahinter wurden in den Wänden Nischen freigelassen, die zur Ablage von Büchern und Gebetsutensilien dienten. Der Sitz des Oberrabbiners ist erhöht. An den Wänden befinden sich Wandleuchten, die mit Messingspiegeln zur Verstärkung des Lichtes versehen sind. Die Bronzekronleuchter stammen aus dem 16. bis 18. Jahrhundert. Die Wände sind außerdem mit hebräischen Inschriften und Akronymen biblischer Verse versehen.
Über der Bima hängt eine große alte Fahne, die die bedeutende Stellung der Prager Judengemeinde symbolisiert und in ihrer heutigen Form aus dem Jahr 1716 stammt. Sie wurde aber bereits seit dem 15. Jahrhundert verwendet und zeigt das Wappen der Gemeinde, einen Davidstern mit Judenhut auf rotem Grund, an den Rändern mit der Aufschrift des jüdischen Glaubensbekenntnisses „Schema Jisroel“.